# Zorana Mihajlović
Pour les articles homonymes, voir Mihajlović.
Zorana Mihajlović (en serbe cyrillique : Зорана Михајловић ; née le 5 mai 1970 à Tuzla) est une femme politique serbe, vice-présidente du Parti progressiste serbe (SNS). Le 27 avril 2014, elle est élue vice-présidente du gouvernement, ministre de la Construction, des Transports et des Infrastructures dans le gouvernement d'Aleksandar Vučić,.
Entre 2012 et 2014, elle est ministre de l'Énergie, du Développement et de la Protection de l'environnement dans le gouvernement d'Ivica Dačić,.

## Études et carrière professionnelle
Zorana Mihajlović naît le 5 mai 1970 à Tuzla, dans la république socialiste de Bosnie-Herzégovine. Elle effectue ses études élémentaires et secondaire à Belgrade puis suit les cours de la Faculté d'économie de l'université de Belgrade ; elle y obtient un diplôme en 1993 avec un mémoire sur Les ressources énergétiques de la Communauté économique européenne, un master en 1998 avec un mémoire portant sur Le secteur énergétique en Serbie et dans quelques pays européens - France, Allemagne et Suède puis un doctorat en 2001, avec une thèse portant sur L'énergie et le développement économique - Analyse de l'interdépendance entre la Serbie et les pays de l'Union européenne.
Après ses études, Zorana Mihajlović poursuit une double carrière, scientifique et professionnelle. Jusqu'en 1996, elle enseigne à la Première école d'économie de Belgrade (en serbe : Prva ekonomska škola u Beogradu) et, jusqu'en 2006, elle travaille pour l'entreprise publique Elektroprivreda Srbije (« Industrie électrique de Serbie » ; en abrégé : EPS) et pour la société publique de transport d'électricité Elektroistok, où elle occupe les fonctions de chef adjoint du Service de comptabilité, de chef du Service de planification et d'analyse puis de conseillère du Secteur des affaires financières. De 2004 à 2007, elle est membre du conseil d'administration d'EPS,.
En 2006, Zorana Mihajlović devient assistante de recherche à la Faculté d'économie de l'université de Belgrade et, à partir de 2008, elle devient professeur associé à l'université Megatrend.
Dans le cadre de ses recherches, elle publie trois livres en serbe et plusieurs articles scientifiques dans une revue nationale (aussi en serbe).

## Carrière politique
Zorana Mihajlović commence sa carrière politique au G17 Plus de Miroljub Labus. De 2004 à 2006, elle est conseillère pour l'énergie et l'environnement de Labus, qui est alors vice-président du gouvernement présidé par Vojislav Koštunica ; elle est chef du Département de la politique énergétique et environnementale puis, de 2005 à 2006, chef de cabinet. Jusqu'en 2007, elle est conseillère pour l'efficacité énergétique auprès du directeur général de l'entreprise publique Aerodrom Nikola Tesla. De 2009 à 2010, au sein du gouvernement de la république serbe de Bosnie, elle est conseillère du Premier ministre Milorad Dodik pour les affaires énergétiques,.
Zorana Mihajlović rejoint le Parti progressiste serbe (SNS) de Tomislav Nikolić en avril 2010 ; elle devient rapidement membre du conseil exécutif du parti et, en septembre 2012, elle en devient l'un des vice-présidents.
Aux élections législatives du 6 mai 2012, elle figure en 6e position sur la liste de la coalition « Donnons de l'élan à la Serbie », emmenée par Nikolić. L'alliance obtient 24,04 % des suffrages et envoie 73 représentants à l'Assemblée nationale de la république de Serbie. Zorana Mihajlović est élue députée. En revanche, elle renonce à son mandat parlementaire et, le 27 juillet 2012, elle est élue ministre de l'Énergie, du Développement et de la Protection de l'environnement dans le gouvernement d'Ivica Dačić soutenu par le nouveau président Nikolić,. Après la crise gouvernementale de l'été 2013, qui s'accompagne de l'exclusion de Régions unies de Serbie (URS) de la coalition gouvernementale, le 2 septembre 2013, elle est reconduite dans ses fonctions,.
Malgré ce remaniement, le 29 janvier 2014, le président Nikolić, à l'instigation d'Aleksandar Vučić, premier vice-président du gouvernement Dačić et président du SNS, dissout l'Assemblée et convoque des élections législatives anticipées pour le 16 mars,. La liste menée par Vučić, nommée « Un avenir dans lequel nous croyons » (en serbe : Budućnost u koju verujemo), rassemble aussi le Parti social-démocrate de Serbie, Nouvelle Serbie, le Mouvement serbe du renouveau et le Mouvement des socialistes et elle remporte à elle seule 48,34 % des suffrages, obtenant ainsi 158 députés sur 250 à l'Assemblée nationale. Le 27 avril 2014, Vučić est élu par l'Assemblée président du gouvernement de la Serbie et Zorana Mihajlović devient à la fois vice-présidente du gouvernement, ministre des Travaux publics, des Transports et des Infrastructures dans le gouvernement Vučić,.

## Vie privée
Zorana Mihajlović est mère d'un enfant ; elle parle anglais et a des connaissances en français et en italien.